# Prąd orograficzny
Prąd orograficzny – rodzaj prądu wznoszącego w atmosferze. Powstaje kiedy przesuwająca się masa powietrza (wiatr) napotyka pionową przeszkodę w postaci np. klifu, lub pasma górskiego. 
Prąd orograficzny nazywany jest często w języku potocznym - wśród pilotów szybowców, lotni i paralotni - "żaglem". Kiedy poruszająca się poziomo masa powietrza napotyka przeszkodę, powietrze unosi się ku górze, z prędkością zależną od prędkości wiejącego wiatru do wysokości wynikającej pośrednio z wysokości przeszkody, czasem może zajść tzw. zjawisko fali, jeśli masa powietrza napotka na swojej drodze kolejno kilka przeszkód o coraz większej wysokości. Zjawisko "żagla" wykorzystywane jest obok innych prądów wznoszących przez pilotów szybowców, lotni i paralotni do nabierania wysokości.